# Delegazione apostolica di Camerino
La delegazione apostolica di Camerino fu una suddivisione amministrativa dello Stato della Chiesa, istituita nel 1816 da papa Pio VII nel territorio delle Marche. Nella sua conformazione definitiva (1831) confinava a nord e a est con la delegazione di Macerata, a ovest con la delegazione di Perugia, a sud con le delegazioni di Spoleto e Ascoli.
Era una delegazione di 3ª classe. In seguito alla riforma amministrativa di Pio IX il 22 novembre 1850 confluì nella Legazione delle Marche (II Legazione). Dopo l'Unità d'Italia, per effetto del decreto Minghetti (22 dicembre 1860), fu trasformata nel circondario di Camerino in provincia di Macerata, acquistando anche il territorio (all'epoca umbro) di Visso.